# Senna apsidoneura
Senna apsidoneura är en ärtväxtart som först beskrevs av Howard Samuel Irwin och Rupert Charles Barneby, och fick sitt nu gällande namn av Howard Samuel Irwin och Rupert Charles Barneby. Senna apsidoneura ingår i släktet sennor, och familjen ärtväxter. Inga underarter finns listade i Catalogue of Life.